# Julia Stone
Julia Natasha Stone (Sydney, 1984. április 13. –) ausztrál népzenei- és blues énekes–dalszerző, valamint több hangszeren is játszik. Az Angus & Julia Stone duó egyik frontembere, Angus Stone nővére.
Első szólóalbuma (The Memory Machine) 2010 novemberében, második (By the Horns) pedig 2012 májusában jelent meg. Második albuma az ARIA toplistáján a 11. helyet érte el.

## Élete
Julia Natasha Stone 1984. április 13-án született Sydney-ben. Szülei, John és Kim Stone szintén zenészek voltak. Apja, John először építész, később énektanár lett, ezen felül a Backbeat együttes tagja. Anyja, Kim tengerbiológus, gimnáziumi tanár, marketingszakember, befektetéskezelő; később igazgatósági tag. Juliának egy nővére és egy öccse van: Catherine 1982-ben, Angus pedig 1986. április 27-én született. A Newport Primary School és Barrenjoey High School iskolákba járt. Általános iskolásként nővéreivel együtt csatlakozott az apja vezette iskolai társulathoz. Családi összejöveteleiken az egész család zenélt: Angus harsonázott, Catherine szaxofonozott, Julia trombitált, Kim énekelt, John pedig szintetizátoron játszott. 16 éves korában szüleik különköltöztek; Julia bonyolult párkapcsolatának pedig egy év után vége szakadt.
Mikor öccsével, Angusszal Dél-Amerikában vakációztak, Angus gitározni tanította; Julia később elmondta: „[Angus] csodás dalokat írt... [ő] mutatta meg Bolíviában, hogy kell gitáron játszani, ezek a számok pedig lenyűgöztek.” „Ekkor a gitár még újdonság volt számomra. Csak azért vettem egyet, hogy megtanuljak játszani rajta. Szóval ott voltunk a chalalani dzsungel közepén, és Angus saját dalait játszotta. Nem sokat találkoztunk az elmúlt években – az iskola elvégzése után összeköltöztünk barátommal, Angus pedig szörfözött és korcsolyázott – és annyira gyönyörűek voltak a számai, hogy megkértem, tanítson gitározni, és ez volt gitáros karrierem, és feltételezem, barátságunk kezdete, valamint ezen csodás élmény kezdete.”
2005-ben Angus szabad mikrofon esteken kezdte karrierjét, néha nővére is énekelt. Első, Coogee Bay Hotel-beli fellépésükön Angus saját dalát, a Tearst játszották el. 2006-ban úgy döntöttek, közösen fognak zenélni; ekkor alakult meg duójuk. Márciusban vették fel első középlemezüket, a Chocolates & Cigarettest, mely augusztusban jelent meg.
2010-ben, öt év közös zenélés után Julia kiadta első szolólemezét, a The Memory Machinet, ami az ARIA toplistáján bekerült a száz legjobb közé, és a kritikusok is jól fogadták. A The Music Network munkatársa, Poppy Reid rájött, hogy „Julia a brit művész, Caroline Pedler által festett horrorfilm-plakátokat használ. Minden plakát egy-egy jelenetet mutat be a dalokból; mindegyikben Julia a főszereplő.
A duó második, Down the Way című stúdióalbuma 2010 márciusában jelent meg, és első lett az ARIA listáján, 2011-ben pedig háromszoros platinalemezzé nyilvánították. 2010-ben ez volt az ausztrál alkotók által valaha legtöbb példányban eladott lemez. A 2010-es ARIA Music Awards díjátadón elnyerte az év albuma, a Big Jet Plane pedig az év kislemeze elismerést. Az azonos című számot 2011-ben a Triple J százas toplistáján a hallgatók az első helyre szavazták.
Habár elismerték duójukat, Julia szólókarrierbe kezdett. 2011 júniusában a The Flaming Lips és az Edward Sharpe and the Magnetic Zeros hollywoodi temetőben tartott koncertjén Do You Realize dal háttérénekese volt. Augusztusban Thomas Bartlett segítője mellett lépett fel Kaliforniában és New Yorkban.
2012. május 25-én megjelent második szólólemeze, a By the Horns, amely az ARIA listáján a 11. helyet érte el. Julia elmondta a Rolling Stone-nak, hogy harmadik albumuk nem fog elkészülni. „Nehéz lett volna eldönteni, melyik hat szám maradjon meg... Mindketten saját stílusunkban szerettünk volna alkotni, szóval úgy döntöttünk, hogy egy év szünetet tartunk.” Ezután Kaliforniában, Franciaországban, Ausztráliában és Indiában dolgozott felvételein.
A 2010-ben megjelent You're the One That I Want feldolgozása szerepelt a brit/ír tévécsatorna, a Sky csatornaazonosító reklámjában. Az Egyesült Királyságban később felkerült az iTunes slágerlistájára is. 2012 szeptemberében közreműködött a 30 dal/30 nap című kampányban a Half the Sky című könyv népszerűsítésére. A könyvet Nicholas Kristof és Sheryl WuDunn azonos című alkotásai ihlették.
2015-ben közreműködött Jarryd James Regardless című lemezén, amely a 48. helyen végzett.

## Diszkográfia

### Stúdióalbumok
| Cím                     | Részletek                                                                                          | Helyezések | Helyezések | Helyezések | Helyezések | Helyezések |
| Cím                     | Részletek                                                                                          | AUS        | BEL        | BEL        | FR         | NED        |
| Cím                     | Részletek                                                                                          | AUS        | VL         | WA         | FR         | NED        |
| ----------------------- | -------------------------------------------------------------------------------------------------- | ---------- | ---------- | ---------- | ---------- | ---------- |
| The Memory Machine      | - Megjelent: 2010. november 9. - Kiadó: EMI - Formátum: CD, digitális                              | 73         | —          | —          | —          | —          |
| By the Horns            | - Megjelent: 2012. május 25. - Kiadó: EMI - Formátum: CD, digitális                                | 11         | 17         | 17         | 146        | 51         |
| Sixty Summers           | - Megjelent: 2021. április 30. - Kiadó: Julia Stone / BMG - Formátum: CD, LP, digitális, streaming | 16         | 192        | 183        | –          | –          |
| Everything Is Christmas | - Megjelent: 2021. december 10. - Kiadó: BMG - Formátum: CD, LP, digitális, streaming              | –          | –          | –          | –          | –          |

### Középlemezek
| Cím                     | Részletek                                                                        |
| ----------------------- | -------------------------------------------------------------------------------- |
| Everything Is Christmas | - Megjelent: 2020. december 11. - Kiadó: Julia Stone / BMG - Formátum: digitális |
| Twin                    | - Megjelent: 2020. december 18. - Kiadó: Julia Stone / BMG - Formátum: digitális |

### Kislemez
- Let’s Forget all the Things That We Say (2012)

### Videóklipek
| Videóklip                               | Év   | Rendező      |
| --------------------------------------- | ---- | ------------ |
| Maybe                                   | 2010 | M. J. Haydon |
| Let’s Forget all the Things That We Say | 2012 | Jessie Hill  |
| It’s All Okay                           | 2012 | Kiku Ohe     |
| By the Horns                            | 2012 | Jessie Hill  |
| Justine                                 | 2012 | Jessie Hill  |

### Tévé- és filmszereplések
| Dal                         | Szereplés                                         |
| --------------------------- | ------------------------------------------------- |
| My Baby                     | Tuti gimi 8. évad, 13. rész „Álomesküvő”          |
| This Love & I’ll Be Waiting | The Waiting City                                  |
| It’s All Okay               | A Grace klinika 9. évad, 3. rész „Döntéskényszer” |
| Big Jet Plane               | Könnyű nőcske Autós jelenet                       |

## Fordítás
Ez a szócikk részben vagy egészben  a   Julia Stone című angol Wikipédia-szócikk ezen változatának fordításán alapul.  Az eredeti cikk szerkesztőit annak laptörténete sorolja fel. Ez a jelzés csupán a megfogalmazás eredetét és a szerzői jogokat jelzi, nem szolgál a cikkben szereplő információk forrásmegjelöléseként.